# Котредеж
Котредеж (словен. Kotredež) — поселення в общині Загорє-об-Саві, Засавський регіон, Словенія. Висота над рівнем моря: 307,2 м.